# Dynowarz: The Destruction of Spondylus
Dynowarz: The Destruction of Spondylus (Dynowarz: Destruction of Spondylus sur l'écran titre) est un jeu d'action plates-formes en 2D à défilement horizontal à thème mecha. Il a été développé par Advance Communication Co. et édité par Bandai, uniquement en Amérique du Nord en avril 1990,,.

## Synopsis
Dans le système solaire artificiel de Spondylus, les ordinateurs centraux contrôlant la vie sur chaque planète ont été sabotés et les planètes envahies par des Robosaures- des Robots Dinosaures. Sur la planète Alpha, le professeur Proteus, qui a conçu le système Spondylus ainsi que les Robosaures, se rend compte que le sabotage est l'œuvre du Dr Brainius, son ancien partenaire qui a mal tourné. Proteus a eu le temps de concevoir un Robosaure exceptionnel, le Cyborasaurus. Le Pr Proteus a pour mission de reprendre le contrôle des planètes en détruisant les systèmes infectés.
Le synopsis a été comparé à celui de Megaman.

## Système de jeu
Le jeu est composé de 7 niveaux, correspondant aux 7 planètes du système Spondylus. Chaque niveau est gardé par un boss Robosaure, en particulier des Théropodes, Sauropodes, et des Ptérodactyles.
Dans chaque niveau, il y a des séquences de jeu avec contrôle direct du Pr Proteus en combinaison spatiale ou à bord de son mecha Cyborasaurus, un concept qui rappelle Blaster Master.
Le voyage entre les différentes planètes se fait via un téléportateur.
Le Cyborasaurus possède différentes attaques: poing, boule de feu, poing fulgurant, bombes et un rayon laser.